# Narcoterrorismo
Narcoterrorismo é um termo criado pelo ex-presidente do Peru, Fernando Belaúnde Terry, em 1983, ao descrever os ataques de tipo terrorista contra as ações antinarcóticas da polícia de seu país. Em seu contexto original, narcoterrorismo é entendido como as tentativas dos traficantes de drogas de influenciar as políticas de um governo ou de uma sociedade através da violência e da intimidação, e para dificultar a aplicação das leis antidrogas pela ameaça sistemática ou uso de tal violência. A violência de Pablo Escobar em suas relações com o governo colombiano é, provavelmente, um dos exemplos mais conhecidos e melhor documentados de narcoterrorismo. No Brasil, Castor de Andrade foi um mafioso famoso nos anos 80.
O termo está a ser utilizado cada vez mais para as organizações terroristas que se dedicam a atividade do tráfico de drogas para financiar suas operações e ganho de recrutas e especialização. Tais organizações incluem FARC, ELN, AUC na Colômbia, Sendero Luminoso, no Peru, o Hamas e o Talibã. 

## Exemplos
Áreas ou países que têm o narcoterrorismo ativo ou histórico ou narco-guerra incluem:
- Afeganistão, para financiar as operações com vendas de ópio e heroína na Guerra do Afeganistão;
- Colômbia e Peru, que têm influentes "narcoterroristas" nos paramilitares de direita e nas guerrilhas revolucionárias de esquerda;
- México, que tem um problema sério com os cartéis; [6] [7]
- Paquistão, especialmente no Waziristão e regiões adjacentes, relacionados com a guerra no oeste e problemas tribais, produtores agrícolas de ópio.
- Brasil,  possui  diversos grupos organizados e treinados que dominam territórios, realizam ofensivas contra as forças de segurança, controlam o mercado de drogas e armas e aplicam a violência contra a população civil.[8]